# Serie A1 1993-1994 (rugby a 15)
La serie A1 1993-94 fu il 64º campionato nazionale italiano di rugby a 15 di prima divisione.
Si tenne dall’11 settembre 1993 al 23 aprile 1994 tra 12 squadre con la formula «stagione regolare a girone unico più play-off» e vide la partecipazione a tale seconda fase della prima classificata del campionato di serie A2, il Bologna, cui fu riservato l'accoppiamento nei quarti di finale contro la prima classificata di A1, il Milan.
In tale stagione l'Amatori Milano si presentò con il nome di Milan, essendo entrato a pieno titolo nel club sportivo omonimo sotto l'egida di Silvio Berlusconi e la presidenza di Sandro Manzoni; in precedenza la squadra aveva soltanto assunto il nome di uno degli sponsor del gruppo, la Mediolanum assicurazioni, e nella stagione 1992-93 era stata sponsorizzata dal marchio di abbigliamento El Charro.
Stante la riduzione del torneo di serie A1, a partire dalla stagione successiva, da 12 a 10 squadre, furono previste 3 retrocessioni, con una sola salita dalla serie A2.
Campione d'Italia si laureò L’Aquila che, nella finale di Padova del 23 aprile 1994, sconfisse il favorito Milan, campione uscente, per 23-14 e vinse il suo 5º titolo nazionale.

## Squadre partecipanti e sponsor
- L’Aquila
- Casale (Record Cucine)
- Amatori Catania
- Milan
- Mirano (Osama)
- Petrarca (Simod)

- CUS Roma (Dublo Ferrero)
- Rugby Roma (Monte dei Paschi)
- Rovigo (Lloyd Italico assicurazioni)
- San Donà (Panto)
- Tarvisium (Tegolaia)
- Benetton

## Formula

Il Milan, vincitore della stagione regolare e finalista play-off

Ai play-off accedettero 8 squadre, le prime sette classificate di A1 e la vincitrice del campionato A2, la quale, nel ranking dei quarti di finale, fu classificata all'ottavo posto e alla quale fu assegnata in accoppiamento la prima classificata di A1; a seguire la seconda di A1 contro la settima, la terza contro la sesta, e la quarta contro la quinta.
Tutti gli accoppiamenti a turni multipli (quarti e semifinali) furono al meglio delle tre gare, con la prima (e la eventuale terza) in casa della squadra meglio classificata durante la stagione regolare.
La finale fu invece disputata in gara unica, con eventuali tempi supplementari in caso di parità.
La vincitrice della finale era campione d'Italia; le ultime tre squadre classificate durante la stagione regolare retrocedettero in serie A2.

## Stagione regolare

### Risultati
|       | 1ª/12ª giornata            |       |
| ----- | -------------------------- | ----- |
| 12-11 | Amatori Catania - San Donà | 9-34  |
| 27-49 | CUS Roma - Milan           | 5-109 |
| 25-56 | Mirano - L'Aquila          | 0-28  |
| 16-33 | Casale - Benetton Treviso  | 0-107 |
| 12-45 | Tarvisium - Rovigo         | 11-12 |
| 27-21 | Petrarca - Rugby Roma      | 29-27 |
|       |                            |       |

|       | 4ª/15ª giornata             |       |
| ----- | --------------------------- | ----- |
| 20-3  | Amatori Catania - Casale    | 15-19 |
| 26-21 | Benetton Treviso - L'Aquila | 3-23  |
| 26-42 | Rovigo - Milan              | 13-29 |
| 42-26 | Rugby Roma - Mirano         | 24-26 |
| 57-5  | San Donà - CUS Roma         | 18-9  |
| 32-0  | Petrarca - Tarvisium        | 16-9  |
|       |                             |       |

|       | 7ª/18ª giornata            |       |
| ----- | -------------------------- | ----- |
| 11-12 | CUS Roma - Amatori Catania | 3-60  |
| 28-8  | L'Aquila - San Donà        | 3-34  |
| 19-30 | Rovigo - Benetton Treviso  | 0-37  |
| 20-18 | Milan - Rugby Roma         | 32-32 |
| 21-12 | Mirano - Petrarca          | 25-20 |
| 22-6  | Tarvisum - Casale          | 30-10 |
|       |                            |       |

|       | 10ª/21ª giornata                   |       |
| ----- | ---------------------------------- | ----- |
| 13-19 | Amatori Catania - Benetton Treviso | 16-57 |
| 33-17 | Rugby Roma - San Donà              | 41-23 |
| 15-37 | Mirano - Milan                     | 20-44 |
| 3-32  | Casale - L'Aquila                  | 14-54 |
| 36-21 | Tarvisium - CUS Roma               | 37-3  |
| 27-16 | Petrarca - Rovigo                  | 19-22 |

|       | 2ª/13ª giornata              |       |
| ----- | ---------------------------- | ----- |
| 31-19 | Benetton Treviso - Petrarca  | 35-29 |
| 74-9  | L'Aquila - CUS Roma          | 41-29 |
| 28-13 | Rovigo - Mirano              | 12-32 |
| 18-29 | Rugby Roma - Amatori Catania | 15-20 |
| 57-22 | Milan - Casale               | 70-15 |
| 39-10 | San Donà - Tarvisium         | 35-11 |
|       |                              |       |

|       | 5ª/16ª giornata             |       |
| ----- | --------------------------- | ----- |
| 19-61 | CUS Roma - Benetton Treviso | 18-46 |
| 49-10 | L'Aquila - Rovigo           | 14-9  |
| 13-15 | Milan - San Donà            | 51-5  |
| 31-6  | Mirano - Amatori Catania    | 6-37  |
| 16-28 | Casale - Petrarca           | 18-30 |
| 16-26 | Tarvisium - Rugby Roma      | 19-49 |
|       |                             |       |

|       | 8ª/19ª giornata             |       |
| ----- | --------------------------- | ----- |
| 26-14 | Amatori Catania - L'Aquila  | 11-48 |
| 30-15 | Rugby Roma - Rovigo         | 17-12 |
| 13-7  | San Donà - Benetton Treviso | 5-49  |
| 18-29 | Casale - CUS Roma           | 42-32 |
| 26-9  | Tarvisium - Mirano          | 6-28  |
| 26-21 | Petrarca - Milan            | 19-62 |
|       |                             |       |

|       | 11ª/22ª giornata              |       |
| ----- | ----------------------------- | ----- |
| 29-17 | Benetton Treviso - Rugby Roma | 14-16 |
| 0-13  | CUS Roma - Mirano             | 23-52 |
| 32-14 | L'Aquila - Tarvisium          | 29-15 |
| 49-0  | Rovigo - Casale               | 31-27 |
| 39-9  | Milan - Amatori Catania       | 44-6  |
| 21-27 | San Donà - Petrarca           | 13-26 |

|       | 3ª/14ª giornata              |       |
| ----- | ---------------------------- | ----- |
| 21-35 | CUS Roma - Rovigo            | 14-83 |
| 35-28 | L'Aquila - Milan             | 12-60 |
| 9-7   | Mirano - San Donà            | 20-26 |
| 16-18 | Casale - Rugby Roma          | 14-14 |
| 21-31 | Tarvisium - Benetton Treviso | 13-35 |
| 24-15 | Petrarca - Amatori Catania   | 10-19 |
|       |                              |       |

|       | 6ª/17ª giornata             |       |
| ----- | --------------------------- | ----- |
| 14-20 | Amatori Catania - Tarvisium | 13-39 |
| 13-27 | Benetton Treviso - Milan    | 13-22 |
| 34-12 | Rugby Roma - CUS Roma       | 50-13 |
| 14-12 | San Donà - Rovigo           | 24-27 |
| 30-16 | Casale - Mirano             | 12-32 |
| 24-6  | Petraca - L'Aquila          | 14-32 |
|       |                             |       |

|       | 9ª/20ª giornata           |       |
| ----- | ------------------------- | ----- |
| 23-11 | Benetton Treviso - Mirano | 26-23 |
| 25-27 | CUS Roma - Petrarca       | 3-60  |
| 33-28 | L'Aquila - Rugby Roma     | 34-32 |
| 31-14 | Rovigo - Amatori Catania  | 13-43 |
| 40-7  | Milan - Tarvisium         | 57-5  |
| 37-12 | San Donà - Casale         | 29-9  |

### Classifica
|               |     | Squadra         | G  | V  | N | P  | PF  | PS   | Pt |
| ------------- | --- | --------------- | -- | -- | - | -- | --- | ---- | -- |
|               | 1.  | Milan           | 22 | 18 | 1 | 3  | 953 | 358  | 37 |
|               | 2.  | L’Aquila        | 22 | 17 | 0 | 5  | 698 | 422  | 34 |
|               | 3.  | Benetton        | 22 | 17 | 0 | 5  | 725 | 361  | 34 |
|               | 4.  | Petrarca        | 22 | 14 | 0 | 8  | 545 | 458  | 28 |
|               | 5.  | Rugby Roma      | 22 | 11 | 2 | 9  | 602 | 476  | 24 |
|               | 6.  | San Donà        | 22 | 12 | 0 | 10 | 485 | 423  | 24 |
|               | 7.  | Amatori Catania | 22 | 10 | 0 | 12 | 419 | 509  | 20 |
|               | 8.  | Mirano          | 22 | 10 | 0 | 12 | 453 | 525  | 20 |
|               | 9.  | Rovigo          | 22 | 10 | 0 | 12 | 520 | 519  | 20 |
|               | 10. | Tarvisium       | 22 | 7  | 0 | 15 | 379 | 582  | 14 |
| Retrocessione | 11. | Casale          | 22 | 3  | 1 | 18 | 322 | 785  | 7  |
| Retrocessione | 12. | CUS Roma        | 22 | 1  | 0 | 21 | 331 | 1014 | 2  |

## Play-off
|  | Quarti di finale | Quarti di finale | Quarti di finale | Quarti di finale | Quarti di finale |  |  | Semifinali | Semifinali | Semifinali | Semifinali | Semifinali |  |  | Finale | Finale | Finale |  |
|  |                  |                  |                  |                  |                  |  |  |            |            |            |            |            |  |  |        |        |        |  |
|  | 1A1              | Milan            | Milan            | 109              | 79               |  |  |            |            |            |            |            |  |  |        |        |        |  |
|  | 2A2              | Bologna          | Bologna          | 14               | 13               |  |  | Milan      | Milan      | Milan      | 35         | 40         |  |  |        |        |        |  |
|  | 4A1              | Petrarca         | Petrarca         | 9                | 10               |  |  | Rugby Roma | Rugby Roma | Rugby Roma | 16         | 13         |  |  |        |        |        |  |
|  | 5A1              | Rugby Roma       | Rugby Roma       | 33               | 25               |  |  |            |            |            |            |            |  |  | Milan  | Milan  | 14     |  |
|  | 2A1              | L’Aquila         | 47               | 15               | 57               |  |  |            |            | L’Aquila   | L’Aquila   | 23         |  |  |        |        |        |  |
|  | 1A2              | Amatori Catania  | 14               | 30               | 22               |  |  | L’Aquila   | L’Aquila   | 33         | 16         | 15         |  |  |        |        |        |  |
|  | 3A1              | Benetton         | 28               | 23               | 43               |  |  | Benetton   | Benetton   | 24         | 53         | 12         |  |  |        |        |        |  |
|  | 6A1              | San Donà         | 19               | 24               | 17               |  |  |            |            |            |            |            |  |  |        |        |        |  |

### Finale
| Arbitro: | De Falco (Pomigliano d'Arco) |

|                                      |      |                        |
| Gerber 56’                           | mt   | 40’ Pedroni            |
| Troiani 23’, 29’, 54’, 60’, 75’, 80’ | c.p. | 8’, 42’, 77’ Domínguez |

## Verdetti
- L’Aquila: campione d'Italia
- Tarvisium, Casale, CUS Roma: retrocesse in serie A2 1994-95